# Jack Hobbs (Fußballspieler)
Jack Hobbs (* 18. August 1988 in Portsmouth) ist ein englischer Fußballspieler und wird zumeist als Innenverteidiger eingesetzt. Er gewann mit der Jugendmannschaft des FC Liverpool im Jahr 2006 den FA Youth Cup, konnte sich aber in der Profiabteilung nicht durchsetzen.

## Sportlicher Werdegang
An seinem 17. Geburtstag unterschrieb Jack Hobbs einen Vertrag beim FC Liverpool – dem Verein, dem er als Kind schon angehangen hatte. Vor diesem Zeitpunkt hatte Hobbs erst drei Minuten Profi-Fußball (bei Lincoln City) gespielt. Im Jahr 2006 wurde er Kapitän der Reservemannschaft der „Reds“ und gewann im selben Jahr mit der Jugendmannschaft den englischen FA Youth Cup.
Am 25. September 2007 feierte Hobbs sein Debüt in der A-Mannschaft. Er wurde im Carling-Cup-Spiel gegen den FC Reading in der 90. Minute eingewechselt – die Reds gewannen mit 4:2. In der nächsten Runde des Wettbewerbs spielte Hobbs gegen Cardiff City erstmals sowohl im Anfield-Stadion als auch von Beginn an und verhalf Liverpool zu einem 2:1-Sieg. Nach einer ersten Einwechselung gegen die Bolton Wanderers am 2. Dezember 2007 (4:0), kam er sechs Tage später zum ersten Mal von Beginn in der Premier League zum Einsatz und verlor die zuletzt genannte Partie gegen den FC Reading mit 1:3.
Am 24. Januar 2008 wurde er für den Rest der Saison an Scunthorpe United verliehen. Im Juli kehrte der junge Verteidiger nach Liverpool zurück, um sich auf die kommende Saison mit den Reds vorzubereiten. Es folgte ein nächstes Ausleihgeschäft, das Hobbs in die dritte Liga zu Leicester City führte. Dort wurde er schnell zu einem wichtigen Bestandteil in der Abwehrformation der „Foxes“ und führte die Mannschaft über die Drittligameisterschaft in die zweitklassige Football League Championship. Zusätzlich nominierte ihn die Spielergewerkschaft PFA in die Mannschaft des Jahres der Football League One; zudem wählten ihn die eigenen Anhänger zum besten Jungprofi von Leicester City. Am 24. April 2009 unterzeichnete Hobbs schließlich bei dem Aufsteiger einen Vierjahresvertrag – über die Höhe der Ablösesumme an den FC Liverpool wurde Stillschweigen vereinbart.
Am 16. Juli 2013 wechselte Hobbs auf Leihbasis zu Nottingham Forest.

## Erfolge
- FA Youth Cup: 2006